# Sigurd Haakonsson
Sigurdo Hakonsson (em norueguês antigo: Sigurðr Hákonarson), (ca. 895 — 962) foi jarl de Trøndelag e filho de Hakon Grjotgardsson. Sigurdo foi morto pelo filho de Érico Machado Sangrento, o rei Haroldo Manto Cinzento, como parte do esforço de Haroldo para reunificar toda a Noruega sob o seu governo. Esse assassinato foi vingado depois pelo filho de Sigurdo, Haquino Sigurdsson.
Sigurdo tinha Kormákr Ögmundarson como poeta da corte. Fragmentos das obras de Kormákr, Sigurðardrápa, estão preservados no Edda em prosa e no Heimskringla.